# إستر ثيلين
إستر ثيلين (20 مايو 1941 - 29 ديسمبر 2004) كانت خبيرة في مجال علم النفس التنموي. ركزت أبحاث ثيلين على النمو البشري, بالأخص على تطور الأطفال الرضع.
كانت ثيلين أيضًا رئيسة جمعية البحث في تنمية الطفل, و المجتمع الدولي لدراسات الأطفال الرضع. كانت عضوًا زميلًا في الرابطة الأمريكية لتقدم العلوم و مجتمع علم النفس الأمريكي.

## تطور الرضع
ثيلين مشهورة بأعمالها في نمو و تطور الأطفال الرضع، بالأخص تلك التي تركز على الحركة المعقدة و النمو السلوكي. طبقت تيلين نظرية الفوضى للبحث في كيفية تعلم الأطفال للمشي و التفاعل مع العالم من حولهم. في نظر تيلين السلوك يظهر كنمط ينبع من كل الجداول المتدفقة في نهر نمو الطفل. أو على حد تعبيرها "العقل ببساطة لا يوجد كشيء منفصل عن الجسد والخبرة". أشارت إلى أن الرضيع لديه أنماط حركية منذ الولادة كما يتضح في منعكس المشي الابتدائي والركل العفوي.

## نموذج التنمية
وسعت أعمال ثيلين نموذج جيرالد إيدلمان للتنمية من خلال اقتراح تصور أوسع للتنمية. أظهر إيدلمان، في نظريته عن التطور العصبي، أن التطور يحدث في الدماغ بين الشبكات العصبية التي تتداخل وتترابط. عمليات التطور العصبي ما فوق الجينّية مبنية على فكرة التغيرات المعتمدة على التجربة التي تتلخص في التطور أو النمو من خلال تعزيز المسارات العصبية بشكل انتقائي و عفوي.[2] أثناء حركة الأطفال المستمرة و تفاعلهم مع محيطهم. إذ يتم تعيين المعلومات المرئية والحركية معًا في الدماغ ويتم تعزيز المسارات والاحتفاظ بها من خلال كل تفاعل. عندما يواجه الطفل مهارة غير مألوفة أو جديدة، يأخذ الطفل خريطة حركية مشابهة سبق تعلمها ويطبقها على هذه المهارة الغير مألوفة الجديدة. مع تطور المهارة الجديدة إلى سلوك جديد، يتم استخدامها بدورها للمساعدة في تطوير مهارات مستقبلية. تعزز الأنشطة المتكررة في العالم نظرية النظم الديناميكية للتنمية وتساعد في تفسير وجهة النظر البنائية لنظرية نظم التنموية. تتضمن مساهمة تيلين في هذا المجال فكرة أن طبيعة التطور البدني ليست ثابته بالمطلق ولكنها مرنة و متغيرة.
وفقًا لثيلين، فإن التنمية هي إعادة تنظيم ذاتي (مع ارتباط الذات بالنظام عوضًا عن ذات التحليل النفسي) التي تظهر بسبب تفاعل النظام/المنظمة /الشخص مع آخر أو مع البيئة.

## الوصلات العصبية
استخدم إيدلمان المصطلحين «reentrant» (وصلات متداخلة) و «degenerate» (وصلات غير متداخلة) من أجل وصف هذه الوصلات العصبية المعقدة. تم تعريف الوصلات المتداخلة على أنها نظام متشابك معقد يمكن إرجاع المخرجات فيه إلى المدخلات. هذا التداخل عبارة عن مسارين مستقيمين يمكن تشغيلهما بالتوازي. تم شرح الوصلات غير المتداخلة بالقول إن المسار يمكن تحديده بشكل مشترك من خلال أسباب متعددة ولا يتم تحديده من خلال شيء واحد فقط. هذا التحديد المشترك من خلال السببية المتعددة هو أحد الموضوعات الرئيسية لنظرية النظم التنموية التي تتداخل أيضًا مع نظرية الأنظمة الديناميكية بواسطة استر ثيلين. الحركة البشرة هي أحد أمثلة تأدية عدة أسباب مختلفة إلى نفس النتيجة. في الجسم، يمكن للدماغ إرسال العديد من الإشارات المختلفة لإحداث حركات مثل الكلام. هذه الإشارات المرسلة من الدماغ تذهب إلى العديد من العضلات المختلفة من أجل التحكم في الحركة أثناء نطقنا للكلمة. يوضح الشكل 3 (الموضح على اليمين) بطريقة مبسطة للغاية اتجاهية الاتصالات العصبية.

## التجسيد في الوصول المثابر
استخدمت استر ثيلين خطأ أ-ليس-ب كمثال على مدى تعقيد الحركة. في الشكل 6، أوضحت تيلين أهمية مؤشرات الحركة في اتخاذ الرضيع لقرار التحرك إما إلى الموضع أ أو ب. و كما هو مذكور في نظرية الأنظمة الديناميكية فمن أجل حدوث الحركة، يجب زيادة مؤشرات التحكم فوق حد بدأ الحركة. المدخلات المعطاة للطفل من خلال وضع اللعبة أو الإشارة إلى غطاء معين هي المدخلات المحددة. هذا أيضًا يدخل في عملية اتخاذه القرار اللازمة حتى يقوم الطفل بحركة نحو اللعبة. إن اتخاذ قرار بشأن مكان التحرك والحركة الفعلية تجاه اللعبة يعتمد على الوقت. هناك ثلاثة جوانب تساهم في تحديد الوقت المستغرق في اتخاذ هذا القرار واتخاذ الحركة. تشمل هذه العوامل المدخلات المرئية العابرة والمنشطة وتذكر الرضيع لموقع اللعبة. يبدأ إدخال المهمة بالحركة الأولى نحو اللعبة. بعد المرة الثانية التي يصل فيها الطفل إلى اللعبة بعد أن تم إخفاؤها تحت الغطاء، يستخدم الطفل مدخلات محددة. هذه المدخلات المحددة مأخوذة من ذاكره عندما وصل إلى اللعبة لأول مرة. يتم عرض هذا الإدخال في الشكل 7. بعد القيام بالخطوة الأولى تجاه الموضع أ, تتكون ذكرى. بحلول الوقت الذي تحدث فيه الحركة الثانية نحو الموضع أ، يُسمح بمزيد من المدخلات للمساهمة في القرار. ومع ذلك، بعد العديد من الحركات نحو الموضع أ، تصبح هذه الذكرى قوية جدًا. و على الرغم من الإظهار للطفل أن اللعبة في الموضع ب، إلا أنه سيستمر في التحرك نحو الموضع أ باحثًا عن اللعبة. يمكن عرض هذا في الشكلين 8 و 9.